# Māris Urtāns
Māris Urtāns (ur. 9 lutego 1981 w Rydze) – łotewski lekkoatleta specjalizujący się w pchnięciu kulą.
Podczas występu w igrzyskach olimpijskich w Pekinie (2008) odpadł w eliminacjach. Bez sukcesów startował w mistrzostwach świata, największym sukcesem na  mistrzostwach Europy było dla niego 4. miejsce w roku 2010. W 2007 roku stanął na drugim stopniu podium uniwersjady. Medalista mistrzostw Łotwy oraz reprezentant kraju w pucharze Europy oraz drużynowych mistrzostwach Starego Kontynentu. Okazjonalnie startuje także w rzucie dyskiem – w konkurencji tej bronił barw narodowych w mistrzostwach Europy juniorów (1999) oraz mistrzostwach świata juniorów (2000).
Rekordy życiowe: hala – 20,43 (30 stycznia 2010), Tartu); stadion – 21,63 (19 czerwca 2010, Belgrad). Ten drugi wynik jest aktualnym rekordem drużynowych mistrzostw Europy.

## Osiągnięcia
| Rok  | Impreza                               | Miejsce          | Pozycja           | Wynik |
| ---- | ------------------------------------- | ---------------- | ----------------- | ----- |
| 2002 | II liga pucharu Europy                | Tallinn          | 2. miejsce        | 17,60 |
| 2003 | II liga pucharu Europy                | Århus            | 1. miejsce        | 18,12 |
| 2003 | Młodzieżowe mistrzostwa Europy        | Bydgoszcz        | el. – 15. miejsce | 17,61 |
| 2004 | II liga pucharu Europy                | Nowy Sad         | 5. miejsce        | 17,65 |
| 2005 | II liga pucharu Europy                | Tallinn          | 4. miejsce        | 17,77 |
| 2005 | Uniwersjada                           | Izmir            | 9. miejsce        | 18,07 |
| 2006 | II liga pucharu Europy                | Bańska Bystrzyca | 3. miejsce        | 18,46 |
| 2006 | Mistrzostwa Europy                    | Göteborg         | el. – 25. miejsce | 18,40 |
| 2007 | Halowe mistrzostwa Europy             | Birmingham       | el. – 16. miejsce | 18,59 |
| 2007 | II liga pucharu Europy                | Odense           | 3. miejsce        | 19,34 |
| 2007 | Uniwersjada                           | Bangkok          | 2. miejsce        | 19,38 |
| 2007 | Mistrzostwa świata                    | Osaka            | el. – 25. miejsce | 19,17 |
| 2008 | Igrzyska olimpijskie                  | Pekin            | el. – 25. miejsce | 19,57 |
| 2009 | II liga drużynowych mistrzostw Europy | Bańska Bystrzyca | 3. miejsce        | 19,25 |
| 2009 | Uniwersjada                           | Belgrad          | 5. miejsce        | 19,09 |
| 2009 | Mistrzostwa świata                    | Berlin           | el. – 16. miejsce | 19,89 |
| 2010 | Halowe mistrzostwa świata             | Doha             | el. – 13. miejsce | 19,97 |
| 2010 | II liga drużynowych mistrzostw Europy | Belgrad          | 1. miejsce        | 21,63 |
| 2010 | Mistrzostwa Europy                    | Barcelona        | 3. miejsce        | 20,72 |
| 2011 | Halowe mistrzostwa Europy             | Paryż            | el. – 12. miejsce | 19,32 |
| 2011 | II liga drużynowych mistrzostw Europy | Nowy Sad         | 1. miejsce        | 20,31 |
| 2012 | Mistrzostwa Europy                    | Helsinki         | el. – 15. miejsce | 19,25 |
| 2012 | Igrzyska olimpijskie                  | Londyn           | el. – 26. miejsce | 19,13 |
| 2014 | Mistrzostwa Europy                    | Zurych           | el. – 23. miejsce | 18,35 |
| 2015 | Halowe mistrzostwa Europy             | Praga            | el. –             | NM    |